# 金葵绿地
金葵绿地是位於中國上海市浦東新區金橋鎮的一個公園，面积约2.8万平方米，湖面区域约2200平方米。公園东至金粤路，北至金葵路。
2010年，金葵绿地建成。2018年7月1日，金桥镇當局開始負責該公園的养护管理工作。2019年下半年开始，當局開始对金葵绿地改造。2020年1月，金葵绿地改造完成并对市民开放。改造后金葵绿地被纳入上海市绿化和市容管理局的城市公园名录。